# Coby White
Alec Jacoby "Coby" White, né le 16 février 2000 à Goldsboro en Caroline du Nord, est un joueur américain de basket-ball évoluant aux postes de meneur et d'arrière. Il mesure 1,93 m.

## Jeune carrière

### Au lycée
Coby White va au lycée de Greenfield à Wilson en Caroline du Nord. Il a marqué 3573 points au cours de sa carrière de quatre ans, devenant le meilleur marqueur de tous les temps dans l’histoire du basketball au secondaire de la Caroline du Nord, un record auparavant détenu par JamesOn Curry,. À la fin de sa saison senior, il a été nommé North Carolina Mr. Basketball c'est-à-dire comme le meilleur joueur de l’école secondaire de l’État. Il a également reçu le prix de joueur de l'année de Caroline du Nord. Il participe au McDonald's All-American Game 2018 au côté de son futur coéquipier Nassir Little.
Au cours de l’été, après avoir obtenu son diplôme, White a été sélectionné avec l’équipe nationale des États-Unis des moins de 18 ans pour participer au Championnat des Amériques FIBA 2018 au Canada. Il a aidé à mener l’équipe vers une médaille d’or en tant que meilleur marqueur de l’équipe, remportant les honneurs du tournoi.
Le 8 novembre 2017, il s'engage avec l'université de Caroline du Nord.

### À l'université
Coby White évolue pour les Tar Heels de la Caroline du Nord.
White a fait ses débuts dans un match contre Wofford le 6 novembre 2018, en commençant en tant que meneur, et en enregistrant huit points et trois passes décisives dans la victoire de 78-67 de la Caroline du Nord sur Wofford. Le 26 février 2019, alors que son équipe jouait contre les Orange de Syracuse, il a marqué 34 points, un reccord en carrière, menant les Tar Heels à une victoire de 93-85. Le 5 mars, il a dépassé Michael Jordan dans la liste des meilleurs marqueurs de première année de la Caroline du Nord avec 469 points dans la victoire de 79-66 de la Caroline du Nord sur les Eagles de Boston College,.
Le 3 avril 2019, il se déclare candidat à la draft 2019 de la NBA.

## Carrière professionnelle
Coby White est drafté en 2019 en 7e position par les Bulls de Chicago,.

### Bulls de Chicago (depuis 2019)

#### Saison 2019-2020
Coby White signe son contrat rookie le 1er juillet 2019 avec les Bulls. Il participe à la NBA Summer League 2019 et obtient une moyenne de 15,0 points, 5,6 rebonds et 4,8 passes décisives par match. Le 23 octobre 2019, il fait ses débuts en NBA en sortie de banc face aux Hornets de Charlotte (défaite 126 à 125) avec 17 points, 3 rebonds et 7 passes décisives. Il est le premier joueur de l'histoire, né en 2000, à jouer en NBA. Le 12 novembre 2019, il a marqué sept points au quatrième quart-temps contre les Knicks de New York, établissant un record de la franchise des Bulls pour le nombre de panier à trois points marqués en un seul quart, et a terminé avec 27 points dans la victoire de 120-102. Le 22 février 2020, il a marqué 33 points, un record en carrière, dans une défaite de 112 à 104 contre les Suns de Phoenix. Il égale ce record le lendemain, menant les Bulls à une victoire de 126-117 contre les Wizards de Washington. Il est devenu le premier rookie de l’histoire de la NBA à réaliser deux matchs consécutifs à  30 points en venant du banc. Le 25 février 2020, il continue sur sa lancée et dépasse son record de points en carrière avec 35 points face au Thunder d'Oklahoma City. Sa saison s'arrête le 11 mars avec une victoire 108 à 103 face aux Cavaliers de Cleveland en étant dans le cinq majeur pour la première fois de la saison. En effet, en raison de la pandémie de covid-19, la saison est interrompue le 13 mars et les Bulls ne rejoignent pas la bulle d'Orlando en juillet pour finir la saison. Il est élu dans la NBA All-Rookie Second Team 2020 avec Terence Davis II, Tyler Herro, P.J. Washington et Rui Hachimura.
White réalise une très bonne saison 2023-2024 (19,1 points, 5,1 passes décisives et 4,5 rebonds de moyenne) et est devancé de peu par Tyrese Maxey pour l'obtention du trophée de Most Improved Player (joueur ayant le plus progressé).

## Clubs successifs
- 2018-2019 :  Tar Heels de la Caroline du Nord (NCAA)
- 2019- :  Bulls de Chicago (NBA)

## Palmarès
- NBA All-Rookie Second Team en 2020.

## Statistiques

### Universitaires
| Saison    | Équipe         | Matchs | Titul. | Min./m | % Tir | % 3pts | % LF | Rbds/m. | Pass/m. | Int/m. | Ctr/m. | Pts/m. |
| --------- | -------------- | ------ | ------ | ------ | ----- | ------ | ---- | ------- | ------- | ------ | ------ | ------ |
| 2018-2019 | North Carolina | 35     | 35     | 28,5   | 42,3  | 35,3   | 80,0 | 3,50    | 4,10    | 1,10   | 0,30   | 16,10  |
| Carrière  | Carrière       | 35     | 35     | 28,5   | 42,3  | 35,3   | 80,0 | 3,50    | 4,10    | 1,10   | 0,30   | 16,10  |

### NBA

#### Saison régulière
| Saison    | Équipe   | Matchs | Titul. | Min./m | % Tir | % 3pts | % LF | Rbds/m. | Pass/m. | Int/m. | Ctr/m. | Pts/m. |
| --------- | -------- | ------ | ------ | ------ | ----- | ------ | ---- | ------- | ------- | ------ | ------ | ------ |
| 2019-2020 | Chicago  | 65     | 1      | 25,8   | 39,4  | 35,4   | 79,1 | 3,54    | 2,69    | 0,75   | 0,09   | 13,22  |
| 2020-2021 | Chicago  | 69     | 54     | 31,2   | 41,6  | 35,9   | 90,1 | 4,12    | 4,75    | 0,55   | 0,22   | 15,09  |
| 2021-2022 | Chicago  | 61     | 17     | 27,5   | 43,3  | 38,5   | 85,7 | 2,98    | 2,89    | 0,48   | 0,18   | 12,66  |
| 2022-2023 | Chicago  | 74     | 2      | 23,4   | 44,3  | 37,2   | 87,1 | 2,86    | 2,76    | 0,73   | 0,08   | 9,66   |
| 2023-2024 | Chicago  | 79     | 78     | 36,5   | 44,7  | 37,6   | 83,8 | 4,53    | 5,13    | 0,67   | 0,23   | 19,10  |
| 2024-2025 | Chicago  | 74     | 73     | 33,1   | 45,3  | 37,0   | 90,2 | 3,69    | 4,46    | 0,93   | 0,22   | 20,39  |
| Carrière  | Carrière | 422    | 225    | 29,8   | 43,3  | 36,9   | 86,5 | 3,65    | 3,83    | 0,69   | 0,17   | 15,18  |

Mise à jour le 2 juin 2025

#### Playoffs
| Saison   | Équipe   | Matchs | Titul. | Min./m | % Tir | % 3pts | % LF | Rbds/m. | Pass/m. | Int/m. | Ctr/m. | Pts/m. |
| -------- | -------- | ------ | ------ | ------ | ----- | ------ | ---- | ------- | ------- | ------ | ------ | ------ |
| 2022     | Chicago  | 5      | 0      | 19,6   | 33,3  | 27,6   | 80,0 | 3,40    | 1,80    | 0,20   | 0,00   | 8,40   |
| Carrière | Carrière | 5      | 0      | 19,6   | 33,3  | 27,6   | 80,0 | 3,40    | 1,80    | 0,20   | 0,00   | 8,40   |

## Records sur une rencontre en NBA
Les records personnels de Coby White en NBA sont les suivants, :
| Record de la franchise |

| Type de statistique        | Saison régulière | Saison régulière                | Saison régulière | Playoffs | Playoffs             | Playoffs      |
| Type de statistique        | Record           | Adversaire                      | Date             | Record   | Adversaire           | Date          |
| -------------------------- | ---------------- | ------------------------------- | ---------------- | -------- | -------------------- | ------------- |
| Points                     | 44               | @ Magic d'Orlando               | 6 mars 2025      | 17       | @ Bucks de Milwaukee | 27 avril 2022 |
| Paniers marqués            | 16               | @ Magic d'Orlando               | 6 mars 2025      | 6        | @ Bucks de Milwaukee | 27 avril 2022 |
| Paniers tentés             | 28               | @ Magic d'Orlando               | 6 mars 2025      | 16       | @ Bucks de Milwaukee | 27 avril 2022 |
| Paniers à 3 points réussis | 9                | Knicks de New York              | 4 janvier 2025   | 4        | @ Bucks de Milwaukee | 27 avril 2022 |
| Paniers à 3 points tentés  | 17               | Pelicans de La Nouvelle-Orléans | 10 février 2021  | 13       | @ Bucks de Milwaukee | 27 avril 2022 |
| Lancers francs réussis     | 13               | @ Kings de Sacramento           | 20 mars 2025     | 2        | @ Bucks de Milwaukee | 20 avril 2022 |
| Lancers francs tentés      | 14               | @ Kings de Sacramento           | 20 mars 2025     | 2        | 2 fois               | 2 fois        |
| Rebonds offensifs          | 3                | 5 fois                          | 5 fois           | -        | -                    | -             |
| Rebonds défensifs          | 10               | Mavericks de Dallas             | 29 mars 2025     | 8        | Bucks de Milwaukee   | 22 avril 2022 |
| Rebonds totaux             | 11               | Mavericks de Dallas             | 29 mars 2025     | 8        | Bucks de Milwaukee   | 22 avril 2022 |
| Passes décisives           | 13               | @ Clippers de Los Angeles       | 10 janvier 2021  | 4        | @ Bucks de Milwaukee | 27 avril 2022 |
| Interceptions              | 4                | 7 fois                          | 7 fois           | 1        | @ Bucks de Milwaukee | 27 avril 2022 |
| Contres                    | 2                | 4 fois                          | 4 fois           | -        | -                    | -             |
| Balles perdues             | 9                | Cavaliers de Cleveland          | 10 mars 2020     | 2        | 2 fois               | 2 fois        |
| Minutes jouées             | 50               | Cavaliers de Cleveland          | 28 février 2024  | 32       | @ Bucks de Milwaukee | 27 avril 2022 |

- Double-double : 14
- Triple-double : 0

Dernière mise à jour : 29 mars 2025